# Gzip
gzip은 파일 압축에 쓰이는 응용 소프트웨어이다. gzip은 GNU zip의 준말이며, 초기 유닉스 시스템에 쓰이던 압축 프로그램을 대체하기 위한 자유 소프트웨어이다. gzip은 Jean-loup Gailly와 마크 애들러가 만들었다. 버전 0.1은 1992년 10월 31일에 처음 공개되었으며 버전 1.0이 1993년 2월에 뒤따라 나왔다. 오픈BSD의 gzip 버전은 더 오래된 압축 프로그램을 기반으로 하고 있으며, 오픈BSD 3.4에 추가되었다.

## 파일 포맷
gzip은 ZIP과 같이 DEFLATE 알고리즘을 따르지만, 여러 파일을 하나의 파일로 압축하는 옵션이 없다는 점에서 차이가 난다. 여러 파일 또는 디렉터리를 하나의 파일로 압축하기 위해서 gzip은 보통 Tar와 같이 사용되는 것이 일반적이다. .tar.gz 로 압축된 파일의 경우 zip과 압축 알고리즘은 같지만 더 용량이 작다. 이는 .tar.gz의 경우 서로 다른 파일끼리의 중복되는 부분을 압축시킬 수 있기 때문이다.

## 응용과 파생
대부분의 리눅스 배포판에 포함되어 있는 tar 유틸리티는 .tar.gz 파일을 z 옵션으로 압축을 풀 수 있다. e.g., tar -zxf file.tar.gz
1990년대 이후로 블록 소팅 알고리즘을 이용한 Bzip2와 같은 더 발전된 포맷이 gzip을 대체하는 경우가 있다.

## 같이 보기
- 압축 소프트웨어의 비교
- Tar (파일 포맷)
- Bzip2
- Xz